# Pępowniczka dzwonkowata

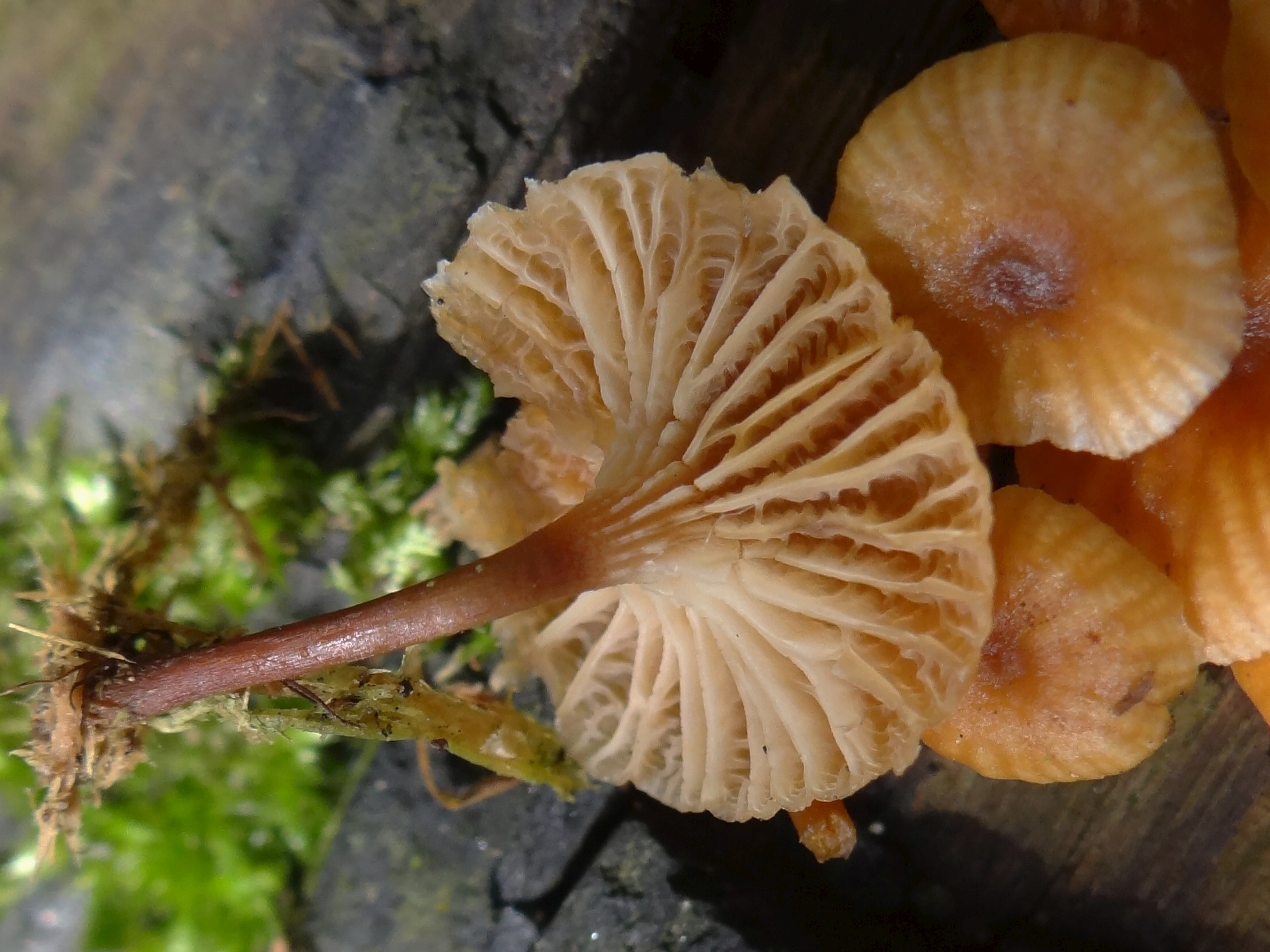

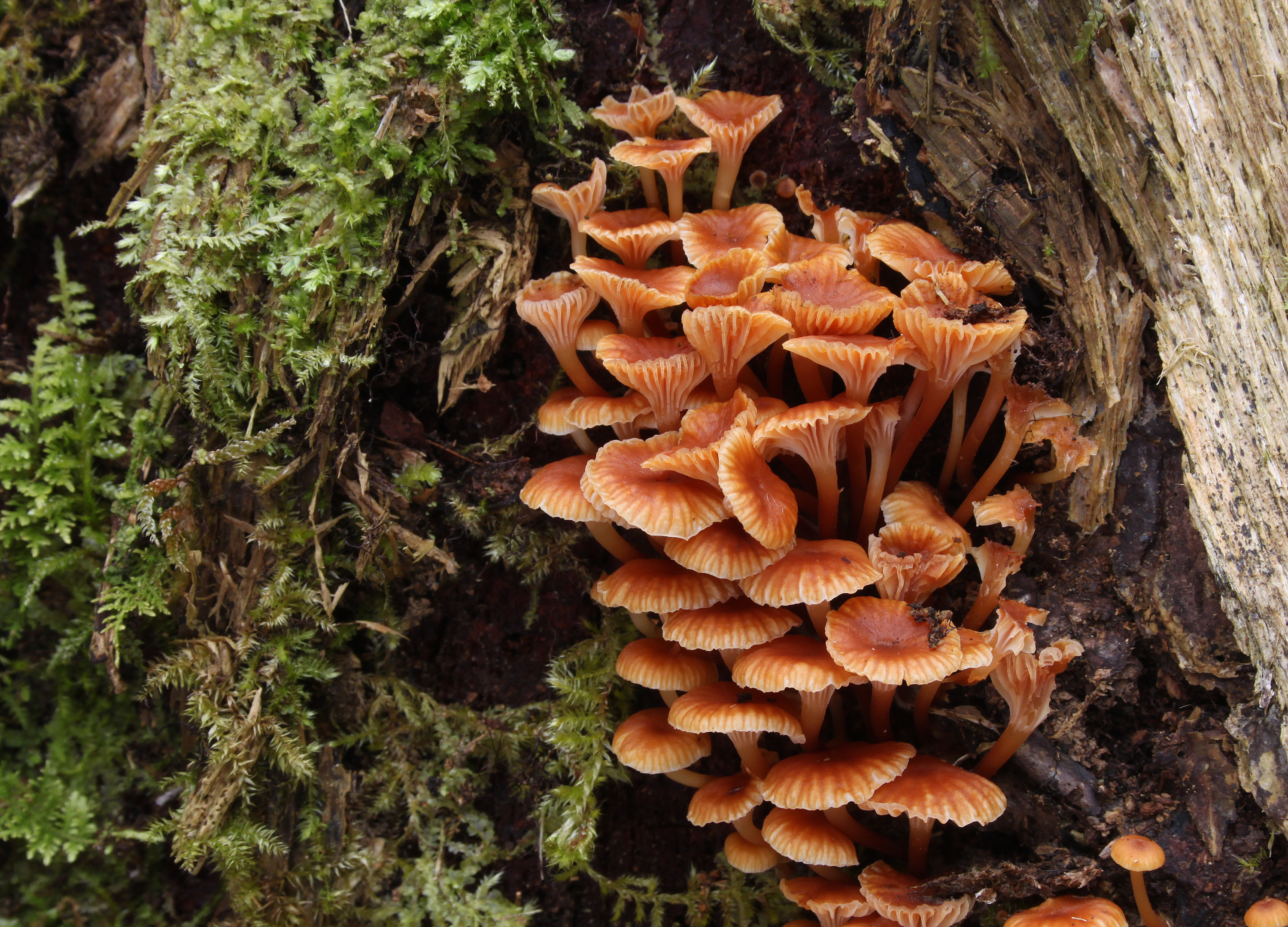

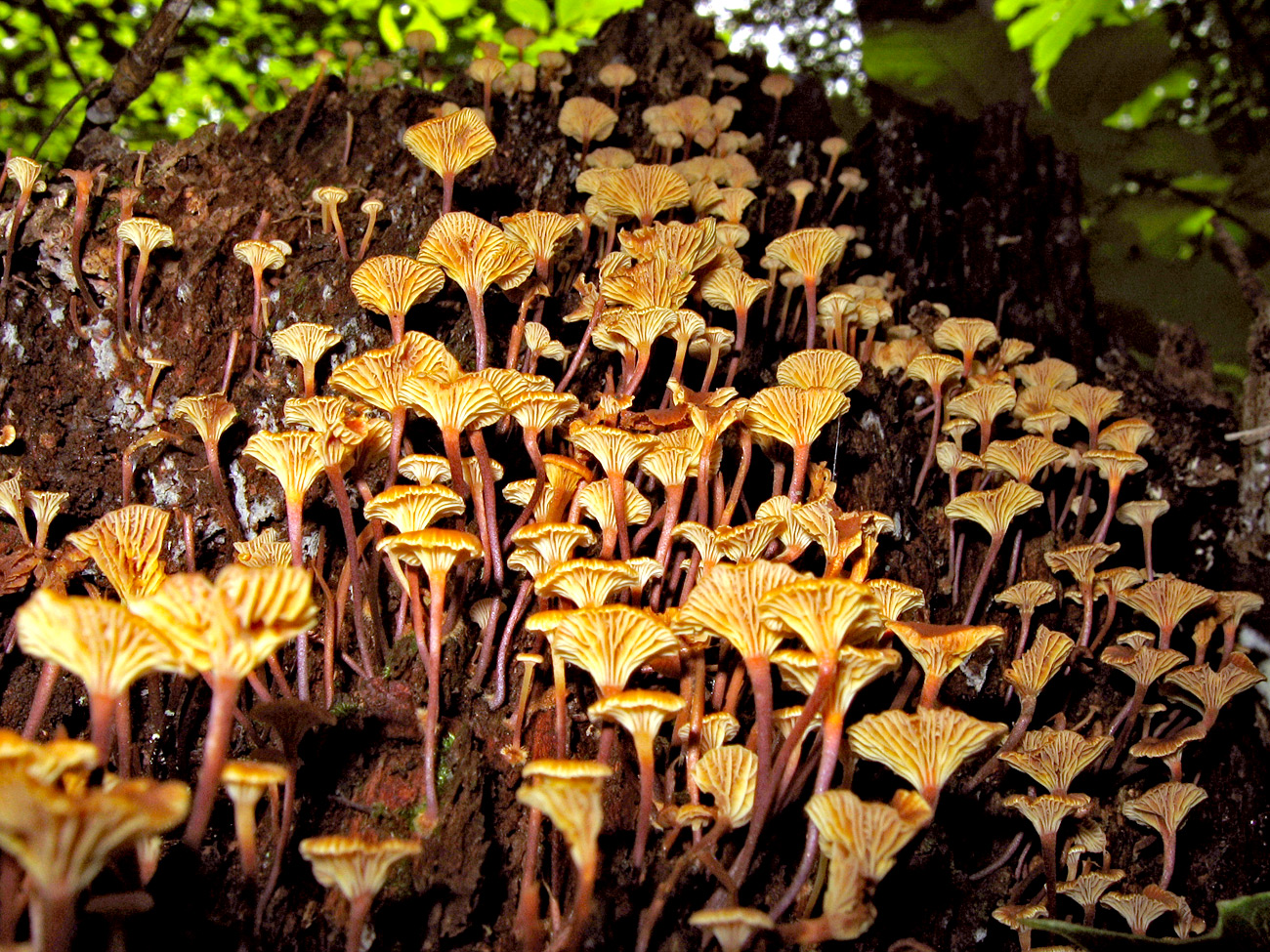

Pępowniczka dzwonkowata (Xeromphalina campanella (Batsch) Kühner & Maire) – gatunek grzybów z rodziny grzybówkowatych (Mycenaceae).

## Systematyka i nazewnictwo
Po raz pierwszy takson ten zdiagnozował w 1783 r. August Johann Georg Karl Batsch nadając mu nazwę Agaricus campanella. Obecną, uznaną przez Index Fungorum nazwę nadali mu w 1934 r. Robert Kühner i René Charles Maire, przenosząc go do rodzaju Xeromphalina. Niektóre synonimy:

- Agaricus campanella Batsch 1783
- Agaricus fragilis Schaeff. 1770
- Micromphale fragile Gray, 1821
- Omphalia campanella (Batsch) P. Kumm. 1871
- Omphalia campanella var. papillata Sacc. 1887
- Omphalina campanella (Batsch) Quél. 1886
- Omphalopsis campanella (Batsch) O.K. Mill. 1968

Polską nazwę nadał Władysław Wojewoda w 1987 r. (z błędną naukową nazwą Xeromphalia campanella). W polskim piśmiennictwie mykologicznym gatunek ten opisywany był też jako bedłka dzwoneczkowata i pniakówka dzwonkowata.

## Morfologia
Kapelusz
Średnica 0,5–2 cm, początkowo dzwonkowato-wypukły, później wgłębiony. Brzeg prążkowany. Powierzchnia o barwie od żółtej do brązowej, sucha i gładka>.
Blaszki
Łukowato zbiegające na trzon, czasami połączone anastomozami. Są tej samej barwy co kapelusz, lub nieco jaśniejsze.
Trzon
Wysokość do 1–1,5 cm, grubość 0,1 cm. Początkowo jest pełny, później pusty. Ma barwę czerwonobrunatną, u nasady pokrywają go brunatne strzępki grzybni.
Miąższ
Biały. W kapeluszu bardzo cienki. Nie zmienia barwy po uciśnięciu. Smak i zapach łagodny.
Wysyp zarodników
Biały.
Cechy mikroskopowe
Zarodnik 5,5–7 × 3–4,5 µm, gładkie, elipsoidalne, słabo do umiarkowanie amyloidalne. Pleurocystydy i cheilocystydy wrzecionowaty, o wymiarach do około 55 × 15 µm. Kaulocystydy maczugowate do wrzecionowatych, do 75 × 15 µm, cienkościenne, w KOH szkliste. Obecne sprzążki.
Gatunki podobne
Pępowniczkę dzwonkowatą trudno pomylić z innymi gatunkami, dzięki darniowatemu wzrostowi na pniakach drzew iglastych. Liczne hełmówki (Galerina) są podobne pod względem pokroju oraz zabarwienia kapelusza, nie mają jednak trzonu ciemnobrązowego, a jedynie jasnobrązowy, ponadto mają ciemny wysyp zarodników.

## Występowanie i siedlisko
Występuje w Ameryce Północnej i Środkowej oraz w Europie i Azji. W Azji rozprzestrzenienie jest słabo znane, wymieniany jest tylko z Japonii i Korei. W Europie Środkowej występuje głównie w górach i na pogórzu, na nizinach jest rzadki, na Półwyspie Skandynawskim natomiast częsty jest również na nizinach. W Polsce jest pospolita.
Nadrzewny grzyb saprotroficzny. Rośnie w różnego typu lasach, czasami również w parkach, na martwych pniach i pniakach drzew iglastych, szczególnie jodły, świerka i sosny. Owocniki wytwarza niemal przez cały rok (przy sprzyjającej pogodzie również w zimie). Zazwyczaj występuje w dużych grupach.

## Znaczenie
W Europie uważany jest za niejadalny, jednak na opracowanej dla FAO liście grzybów jadalnych jest wymieniony jako jadalny w Hongkongu i w Meksyku.